# Breitenbach-Haut-Rhin
Breitenbach-Haut-Rhin es una comuna francesa, situada en el departamento de Alto Rin, en la región  de Alsacia.

## Demografía
| 849 | 834 | 862 | 835 | 854 | 879 |
| Para los censos de 1962 a 1999 la población legal corresponde a la población sin duplicidades (Fuente: INSEE [Consultar]) |     |     |     |     |     |